# Svensk-finska ligan i basket
Svensk-finska ligan i basket (finska: Koripallon suomalais ruotsalainen liiga) var en herrbasketserie, med deltagande lag från Finland och Sverige under åren kring millennieskiftet 1999-2000. Den startades inför säsongen 1998/1999.  Ligan uppgick senare i NEBL.

## Vinnare
- 1999: 08 Alvik Stockholm Human Rights, Sverige[2]
- 2000: Piiloset, Finland
- 2001: Sundsvall Dragons, Sverige[3]

### Fotnoter
1. ↑  ”Ny basketliga för norra Europa planeras”. Aftonbladet. 8 januari 1998. http://wwwc.aftonbladet.se/sport/9801/08/telegram/sport9.html. Läst 22 oktober 2013.
2. ↑  ”Sportsnotiser 4 - lørdag”. Verdens gang. 19 februari 2000. http://www.vg.no/sport/artikkel.php?artid=575904. Läst 22 oktober 2013.
3. ↑  ”Historia”. Sundsvall Dragons. Arkiverad från originalet den 22 mars 2014. https://web.archive.org/web/20140322170725/http://sundsvalldragons.com/laget/historia/. Läst 22 oktober 2013.